# Аутомобилска индустрија у Русији
Производња аутомобила је значајна индустрија у Русији, која директно запошљава око 600.000 људи или 1% укупне радне снаге земље. Русија је 2018. године произвела 1.767.674 возила, што је 13. место међу земљама произвођачима аутомобила у 2018. години и чини 1,8% светске производње. Главни локални брендови су произвођачи лаких возила АвтоВАЗ и ГАЗ, док је КамАЗ водећи произвођач тешких возила. Једанаест страних произвођача аутомобила има производне погоне или своје фабрике у Русији.

## Историја

### Рана историја
Руско царство је имало дугу историју напретка у развоју машинства. Већ у осамнаестом веку, Иван И. Ползунов је конструисао прву двоцилиндричну парну машину на свету, док је Иван П. Кулибин створио возило на људски погон које је имало замајац, кочницу, мењач и ваљкасте лежајеве. Једно од првих гусеничних возила на свету изумео је Фјодор А. Блинов 1877. године. Године 1896, фабрика мотора Јаковљев и радионица за производњу вагона Фрезе произвеле су први руски аутомобил са бензинским мотором, Јаковљев и Фрезе.Прелаз из деветнаестог у двадесети век обележио је проналазак најранијег руског електричног аутомобила, названог „ Кукавица “, који је створио инжењер Иполит В. Романов 1899. године. Романов је такође конструисао омнибус на батерије и електричну енергију. У годинама које су претходиле Октобарској револуцији 1917. године, Русија је производила све већи број возила марке Русо-Балт, Пузирјов, Леснер и других, одржала је свој први ауто-шоу 1907. године и имала је аутомобилске ентузијасте који су успешно учествовали на међународним ауто-тркама. Аутомобил Русо-Балт освојио је 9. место на релију Монте Карло 1912. године, упркос екстремним зимским условима који су угрожавали животе возача и механичара на путу из Санкт Петербурга, 2. место на релију Сан Себастијан и прешао је више од 15.000 км у Западној Европи и Северној Африци 1913. године. Возач аутомобила, Андреј П. Нагел, лично је награђен од стране цара Николаја II за повећање угледа домаћег аутомобилског бренда.
До 1915. године, у Русији је произведено око 1.000 моторних возила. Увезена возила су знатно премашила домаћу производњу, при чему је домаћа производња чинила мање од 10% укупног броја возила до 1914. године. У фебруару 1916. године царска влада је издвојила средства за изградњу шест аутомобилских фабрика: АМО у Москви, Русо-Балт у селу Фили, Државна фабрика војних самоходних возила (КЗВС) у Митишчију, Руски Рено у Рибинску, Аксај у Нахичевану на Дону и Лебедев у Јарослављу.  Ниједна од фабрика није завршена пре Октобарске револуције.

### Совјетско доба
Након Октобарске револуције 1917. године, Русо-Балт је национализован 15. августа 1918. године, а ново руководство га је преименовало у Промброн.  Наставила је производњу аутомобила Русо-Балт и лансирала нови модел 8. октобра 1922. године, док је АМО производио камионе ФИАТ 15 Тер по лиценци и издао модернији камион изведен из ФИАТ-а који је развио тим АМО дизајнера, АМО-Ф-15. Око 6.000–6.500 авиона F-15 је направљено у периоду од 1924. до 1931. године. Године 1927, инжењери из Научног института за аутомобиле и моторе (НАМИ) створили су први оригинални совјетски аутомобил НАМИ-И, који је произведен у малим количинама у Државној фабрици аутомобила Спартак у Москви, између 1927. и 1931. године.  Године 1929, због брзо растуће потражње за аутомобилима и у сарадњи са својим трговинским партнером, компанијом Форд Мотор, Врховни савет народне економије основао је ГАЗ.    Годину дана касније, у Москви је основана друга фабрика аутомобила, која ће постати главни совјетски произвођач аутомобила после Другог светског рата и стећи националну славу под именом Москвич.
Почетком 1960-их појавио се Москвич 408, замишљен као економичан аутомобил који би проширио употребу аутомобила међу становништвом. Други произвођачи попут МЗМА, ГАЗ-а и ЗАЗ-а нудили су разноврсне аутомобиле намењене масовном тржишту. Совјетска влада се одлучила за изградњу још веће фабрике аутомобила која би производила народни аутомобил и помогла у задовољавању потражње за личним превозом. Из разлога исплативости, одлучено је да се аутомобил производи на основу постојећег, модерног страног модела. Након разматрања неколико опција, изабран је Фијат 124 због свог једноставног и робусног дизајна, лаког за производњу и поправку. Фабрика је изграђена за само 4 године (1966–1970) у малом граду Ставропољ Волжски, који је касније порастао на популацију од преко пола милиона и преименован је у Тољати у знак сећања на Палмира Тољатија. Истовремено, у граду Ижевску је основана фабрика аутомобила Ижмаш као део Ижевског машинског завода, на иницијативу министра одбране  и у циљу повећања укупне производње аутомобила у Совјетском Савезу. Производили су Москвиче и <i id="mwyw">комби</i> хечбекове на бази Москвича. КамАЗ, највећа фабрика тешких камиона у Европи, изграђена је у Набережним Челнима, док су фабрике ГАЗ, ЗИЛ, УралАЗ, КрАЗ, МАЗ, БелАЗ и друге настављене да производе друге типове камиона.
До почетка 1980-их, совјетска аутомобилска индустрија се састојала од неколико главних фабрика, које су производиле возила за различите сегменте тржишта. Крајем 1987. године, индустрија је произвела 2 милиона аутомобила, задовољавајући 45% домаће потражње.

### Постсовјетска прилагођавања
Почетком 1990-их руско тржиште аутомобила се драматично проширило, углавном због драстичног смањења увозних царина, тако да су до 1993. године увозни аутомобили стране производње чинили 49% целокупне продаје.  Истовремено, руски произвођачи аутомобила били су интегрисани у тржишну економију и одмах погођени кризом због губитка финансијске подршке, економских превирања, криминалних активности и јаче конкуренције на домаћем тржишту током 1990-их.
Главни домаћи произвођачи почетком 1990-их били су АвтоВАЗ, АЗЛК, ИжАвто, ГАЗ и УАЗ. Неки од њих, попут АвтоВАЗ-а, окренули су се сарадњи са другим компанијама (као што је GM-АвтоВАЗ ) како би добили значајна капитална улагања и превазишли кризу.
До 1993. године, укупна производња је пала за 14% у поређењу са нивоима из 1990. године. Пад продаје Ладе током 1990-их и пооштравање захтева Европске уније за емисију гасова довели су до прекида извоза у Западну Европу до краја деценије. Лада је уживала у посебно доброј продаји у Британији, достигавши врхунац од преко 30.000 продаја годишње крајем 1980-их, али није успела да остане конкурентна другим јефтиним брендовима током наредних неколико година.
850.000 аутомобила је продато 1996. године. Како је потражња расла, локални брендови су и даље били погођени репутацијом лошег квалитета производње. Процењено је 1996. године да је новокупљеном аутомобилу АвтоВАЗ-а била потребна поправка у вредности од 1.000 до 2.000 долара како би се довео до удобног нивоа безбедности.
Руска финансијска криза 1998. године утицала је на индустрију, јер су произвођачи аутомобила престали да користе увозне компоненте због виших цена увоза. Ипак, индустрија се брзо опоравила у наредним годинама. 
У 1997. години производња аутомобила је порасла за 13,2% у поређењу са 1996. годином и достигла је 981.000. АвтоВАЗ и УАЗ су повећали производњу за 8,8 односно 52 процента, док је КамАЗ удвостручио ту производњу. Укупна производња камиона у Русији повећана је за 7 процената, достигавши 148.000 у 1997. и 184.000 у 2000. Укупна производња аутомобила порасла је са око 800.000 у 1993. години на више од 1,16 милиона у 2000. години, или 965.000  (969.235 према OICA ), искључујући комерцијална возила.
Током 1990-их, недоступност финансирања од стране дилера значила је да су аутомобили морали да се купују готовином.

### 2000. до 2008. године
Почетком 2000-их, руска економија се опоравила. Руске металуршке компаније, пошто су оствариле значајан профит на страним тржиштима, настојале су да инвестирају у руски аутомобилски сектор. Сибирски алуминијум је првобитно купио фабрику аутобуса Павлово и акумулирао све већи удео у ГАЗ-у.  Истовремено, Северстаљ је преузео контролу над УАЗ-ом.
Године 2001, Форд је постао први западни произвођач који је основао сопствени погон за монтажу у Русији, уложивши 150 милиона долара у своју фабрику у Всеволожску, производећи Форд Фокус, који је накратко постао најпродаванији аутомобил стране марке у Русији.
Руски произвођачи су 2003. године и даље чинили преко 90% производње аутомобила у Русији, било под сопственим брендом или у партнерству са страном компанијом. Шест главних аутомобилских група су били АвтоВАЗ, СОК Група, Камаз, РусПромАвто, СеверсталАвто и АЗЛК. Само 11.000 аутомобила је локално склопљено од стране страних произвођача 2002. године.
Макроекономски трендови су били снажни, а растући приходи становништва довели су до наглог повећања потражње, те је до 2005. године руско тржиште аутомобила доживело процват. У 2005. години продато је 1.446.525 нових аутомобила, укључујући 832.200 руских модела и 614.325 страних.
Током првог квартала 2005. године, аутомобили страних марки су први пут у руској историји надмашили продају локалних аутомобила (укључујући и увоз половних аутомобила).  Стране компаније су почеле масовно да улажу у производњу у Русији: број страних аутомобила произведених у Руској Федерацији порастао је са 157.179 у 2005. на 456.500 у 2007. години.  Да би одржали корак са конкуренцијом, локални брендови су лансирали модерније моделе, као што је Лада Калина.
Вредност руског тржишта је расла брзим темпом: 14% у 2005. години, 36% у 2006. години и 67% у 2007. години — што га је до 2008. године учинило најбрже растућим аутомобилским тржиштем на свету. Стране компаније су почеле да се хрле у Русију 2000-их, видећи је као локалну производну локацију и извозну силу. Трошкови рада, материјала и енергије у Русији били су само 1/6 у поређењу са онима у Западној Европи.
Да би повећала тржишни удео локално произведених возила, руска влада је спровела неколико протекционистичких мера и покренула програме за привлачење страних произвођача у земљу. Крајем 2005. године, руско руководство је усвојило закон о стварању посебних економских зона (СЕЗ) са циљем подстицања инвестиција страних аутомобилских компанија. Предности пословања у посебним економским зонама укључују пореске олакшице, ослобађање од пореза на имовину и земљиште и заштиту од промена пореског режима. Неки региони такође пружају велику подршку великим инвеститорима (преко 100 долара милиона.) То укључује Санкт Петербург / Лењинградску област (Тојота, Џенерал моторс, Нисан) и Калушку област (Фолксваген). Калуга је била посебно успешна у привлачењу страних компанија, као и Калињинградска област.

### Глобална финансијска криза
Руска аутомобилска индустрија је тешко погођена рецесијом крајем 2000-их.  Производња путничких аутомобила пала је са 1.470.000 јединица у 2008. години на само 597.000 јединица у 2009. години. Производња камиона је пала са 256.000 на 91.000 у истом периоду.
Крајем 2008. године, руска влада је увела протекционистичке мере, вредне 5 долара милијарди, како би се побољшала ситуација у индустрији. Ово је укључивало 2 долара милијарду долара за спасавање проблематичних компанија и 3 долара милијарду кредита за купце руских аутомобила.  Премијер Владимир Путин је описао овај потез као кључни за очување радних места.  Тарифе за увоз страних аутомобила и камиона повећане су на најмање 50% и иду до 100%. Тарифе су повезане са величином мотора возила. Повећане царине довеле су до протеста у руским градовима, а посебно у Владивостоку, где је увоз јапанских аутомобила важан сектор градске економије. Да би надокнадио губитке предузећа у Владивостоку, премијер Путин је наредио компанији за производњу аутомобила Солерс да пресели фабрика из Москве у Владивосток. Селидба је завршена 2009. године, а фабрика сада запошљава око 700 локалних становника. Планирано је да се 2010. године у Владивостоку произведе 13.200 аутомобила.
Најефикаснија антикризна мера коју је спровела руска влада било је увођење програма отпада аутомобила у марту 2010. године. Према овој шеми, купци нових аутомобила могли би добити субвенцију до 600.000 рубаља (20.000 америчких долара). Продаја највећег руског произвођача аутомобила Автоваз удвостручила се у другом кварталу 2010. године као резултат тога, а компанија се вратила профиту.

### Недавни развој догађаја
До краја 2010. године, производња аутомобила се вратила на ниво пре кризе.   Девет од десет најпродаванијих модела у Русији 2010. године произведено је у земљи, а модели Лада компаније Автоваз били су на врху листе.  У првих 7 месеци 2010. године, продаја аутомобила Лада је порасла за 60%, корејска КИА је пријавила скок од 101%, а продаја Шевролета је порасла за 15%.
Русија је 2010. године била 15. највећи произвођач аутомобила на свету. Руска аутомобилска индустрија тренутно (закључно са 2010. годином) чини око 2% светске производње аутомобила.
Тржишни удео возила руских марки пао је на 34% у 2010. години и на 21% у 2012. години. Истовремено, тржишни удео аутомобила страних марки произведених у Русији је наставио да расте, достигавши 45% у 2012. години.  Увезена возила чине значајан део руског аутомобилског тржишта: 2014. године чинила су 27% аутомобила и 46% камиона. 
Економска криза из 2014. године довела је до новог пада продаје и производње аутомобила и смањила прогнозе за будући раст. 
Број аутомобила на руским путевима достигао је 40.629.200 у 2016. години. Аутомобили марке Лада чинили су 34,6% од укупног броја, што је пад у односу на 41,6% пет година раније. Скоро половина тих аутомобила била је старија од десет година, а најпопуларнији модел аутомобила је и даље била класична Лада Рива.
Иако су кинески аутомобили далеко од освајања тржишта, они су значајно ојачали своје позиције. Најбољу динамику показује Chery, док и други кинески брендови, попут Haval- а и Geely-ја, добијају на популарности у Русији.

### Ера супституције увоза
Након руске инвазије на Украјину, продаја и производња аутомобила значајно су опали због увођења санкција Русији, са само око 4000 произведених аутомобила у мају 2022. Након тога, руска влада је привремено смањила захтеве за ваздушне јастуке, затезаче сигурносних појасева, системе против блокирања кочница и стандарде емисије.
У мају 2022. године, Рено је продао своју фабрику у Москви влади Москве која је намеравала да национализује погон за обновљену производњу возила под марком Москвич. Москвич је представио своју нову гаму модела 6. јула 2022. године: седан и 3 СУВ возила, при чему Модел I има и верзију са горивним и електричну верзију. Аутомобили имају имена састављена од римских бројева, од I и II до IV. Дана 26. децембра 2022. године, Москвич 3 и Москвич 3е пуштени су у продају у Русији, а аутомобили базирани на Сехолу X4 произведени су у сарадњи са произвођачем камиона Камаз и кинеском компанијом JAC Motors. Средином јула 2023. године, компанија је известила да је од почетка производње произвела више од 11.000 возила. 
У јуну 2023. године, производња домаћих система против блокирања точкова и електронске контроле стабилности почела је у електромеханичкој фабрици Пегас у Костроми. Планирани производни капацитет фабрике био би 850.000 јединица годишње, са могућношћу проширења на 1.200.000 ако је потребно. Након тога, раније проглашена поједностављена правила за производњу возила у Русији остају на снази до фебруара 2024. године, мада са постепеним враћањем захтева. Од јуна 2023. године, возила морају да испуњавају најмање стандарде емисије Euro 2, као и да буду опремљена антиблокирајућим кочницама до децембра 2023. године.

## Произвођачи
Руска аутомобилска индустрија може се поделити на четири типа компанија: произвођачи локалних брендова, страни произвођачи оригиналне опреме, заједничка улагања и руске компаније које производе стране брендове.  У 2008. години у Русији је било 5.445 компанија које су производиле возила и пратећу опрему. Обим производње и продаје износио је 1.513 милијарди рубаља.
Аутомобили са дизел моторима нису популарни у Русији, чинећи само 7,6% укупне продаје од 2015. године, у поређењу са половином тржишта у већем делу Западне Европе. У Русији је закључно са 2016. годином било 145.000 возила на природни гас, или 0,3% свих возила у земљи.  Продаја бензина са оловом је забрањена 2003. године. 

### Домаћи брендови аутомобила
Четири најпопуларнија аутомобила у Русији 2009. године били су сви модели АвтоВАЗ-а. Економски аутомобил Лада Приора је био на врху листе са 84.779 продатих јединица. Лада Самара је била друга са 77.679 продатих јединица у Русији, а класична Лада 2105/2107 трећа са продајом од 57.499 јединица. Очекивало се да ће Лада 2105 значајно повећати продају након програма отпада аутомобила покренутог у марту 2010. године. Виша класа Лада Калина била је четврти најпродаванији аутомобил у Русији 2009. године, продавши 52.499 јединица те године.
У сектору лаких комерцијалних возила, комби ГАЗела, који производи ГАЗ, био је веома популаран, заузимајући тржишни удео од 49% у 2009. години и продавши 42.400 јединица. Часопис „Автоперевозчик“ прогласио је ГАЗелу за најуспешније возило 2009. године на руском аутомобилском тржишту.
Највећа компанија руске аутомобилске индустрије је Автоваз, са седиштем у граду Тољатију. Тренутно запошљава више од 130.000 људи, а њени модели Лада доминирају руским тржиштем аутомобила. Модели Автоваза чине око 50% укупне производње аутомобила у Русији. 
Руске компаније за производњу аутомобила представљају два удружења, АСМ-Холдинг (АСМ-холдинг) и Удружење руских произвођача аутомобила (Объединением автопроизводителеј России). 

### Страни брендови аутомобила
Други највећи произвођач аутомобила у Русији је Автотор, који се налази у Калињинградској области.  Автотор врши SKD, CKD или комплетну монтажу страних модела, као што су BMW, Kia, и возила Cadillac и Chevrolet компаније General Motors. У 2009. години, Автотор је произвео 60.000 аутомобила и чинио је 10% руске производње аутомобила.
Автофрамос, трећи највећи произвођач аутомобила, произвео је 49.500 аутомобила у 2009. години. Његова фабрика се налази у југоисточном делу Москве. Автофрамос је заједничко предузеће француског Реноа и градске администрације Москве, али је већински у власништву Реноа. Компанија производи моделе Рено Логан и Рено Сандеро.
Четврти и пети највећи произвођачи аутомобила у Русији су Фолксваген и Форд, респективно. Укупно, пет највећих компанија у индустрији чине 80% свих аутомобила произведених у Русији.  Хјундаи Соларис је 2016. године постао први аутомобил стране марке који је био најпродаваније возило у земљи од почетка статистике продаје 1970. године, чиме је окончана 45-годишња доминација Ладе. 
Кинески произвођач аутомобила Great Wall Motors је 2019. године започео производњу возила Haval F7 у фабрици у Тулској области у централној Русији, са производним капацитетом од 80.000 аутомобила годишње. 

### Комерцијална и тешка возила
У сектору тешких возила, највећа компанија је произвођач камиона Камаз.  Такође је једна од највећих компанија у целој руској аутомобилској индустрији. Камаз је 2010. године продао укупно 32.293 камиона; 28.254 у Русији и 4.039 у иностранству.
Још једна веома важна компанија је ГАЗ, која производи комбије, камионе и аутобусе, између осталог. Њен најпопуларнији производ је комби ГАЗела, који има тржишни удео од 49% на тржишту лаких комерцијалних возила. Компанија је 2009. године лансирала побољшану верзију под називом ГАЗел Бизнис.
У сектору аутобуског превоза, аутобуска дивизија ГАЗ групе заузимала је тржишни удео од 77%. У 2009. години продато је 6.169 аутобуса у малој класи, 1.806 у средњој класи и 1.156 у великој класи.
Највећи произвођач трактора у Русији и једна од највећих компанија за производњу машина на свету је Концерн Тракторски заводи, са седиштем у Чебоксарима. Компанија запошљава око 45.000 људи.

### Краткорочни пројекти
Бренд Марусија, који је производила компанија Марусија Моторс, постао је први модерни спортски аутомобил и први супер аутомобил произведен у Русији. Марусија Б1 је лансирана 16. децембра 2008. године у Новој манежној дворани у Москви. Први салон Марусија Моторс отворен је у Москви 10. септембра 2010.  Компанију Марусија Моторс је водио Николај Фоменко, познати руски шоумен, певач, глумац и тркач. Његова компанија је стекла „значајан удео“ у тиму Формуле 1 Вирџин Рејсинг, који је од 2011. године преименован у Марусија Вирџин Рејсинг. Овај тим ће постати први тим у руском власништву у Формули 1. Марусија Моторс је прогласила банкрот и престала да подржава свој Ф1 тим  и да обавља свеобухватне послове 2014. године.
Још један краткотрајни пројекат био је Јо-мобил, градски аутомобил који је могао да користи и бензин и природни гас и био је повезан са паром електромотора.  Аутомобил је представљен 13. децембра 2010. године у Москви, као производ заједничког улагања између Јаровита, произвођача камиона са седиштем у Санкт Петербургу, Русија, и инвестиционе групе Онексим, на челу са Михаилом Прохоровим, који је био вођа и финансијер пројекта. Године 2014, цео пројекат је продат руској влади за номиналну суму, што је сигнализирало напуштање идеје. Ниједно право возило осим неколико концептних аутомобила никада није произведено.

## Економски и политички значај
Руска аутомобилска индустрија је значајан економски сектор. Директно запошљава 600.000 људи и издржава око 2–3 милиона људи у сродним индустријама. То је политички веома важан део економије земље: прво, због великог броја запослених људи и друго, зато што многи грађани зависе од социјалних услуга које пружају аутомобилске компаније. На пример, добробит гигантске фабрике АвтоВАЗ у Тољатију је од изузетне важности за град или за регион Самарске области. Тољати је типичан моноград, град чија је економија зависна од једне компаније. Фабрика је 2009. године запошљавала око 100.000 људи од 700.000 становника града.
Године 2009, бивши председник Дмитриј Медведев покренуо је програм модернизације Медведева, који има за циљ диверзификацију руске економије, којом доминирају сировине и енергија, претварајући је у модерну високотехнолошку економију засновану на иновацијама. Након тога, руска аутомобилска индустрија је у центру пажње због свог великог потенцијала за модернизацију.
Бивши премијер и садашњи председник Владимир Путин лично се заинтересовао за аутомобилску индустрију. У симболичном гесту подршке, Путин је у августу 2010. године предузео веома медијски пропраћено путовање новим Амурским аутопутем, прешавши 2.165 километара у Лади Калини Спорт. Догађај је имао за циљ да покаже подршку АвтоВАЗ-у, који се опорављао од озбиљне економске кризе.

## Статистика продаје

### Најбољи брендови
| Ранг   | Бренд      | Порекло      | Продаја (2022.) | Удео у тржишту (2022.) |
| ------ | ---------- | ------------ | --------------- | ---------------------- |
| 1      | Lada       | Русија       | 174,688         | 27.9%                  |
| 2      | Kia        | Јужна Кореја | 65,591          | 10.5%                  |
| 3      | Hyundai    | Јужна Кореја | 54,017          | 8.6%                   |
| 4      | Renault    | Француска    | 40,844          | 6.5%                   |
| 5      | Chery      | Кина         | 39,256          | 6.3%                   |
| 6      | Haval      | Кина         | 34,128          | 5.4%                   |
| 7      | Toyota     | Јапан        | 28,596          | 4.6%                   |
| 8      | Geely      | Кина         | 26,694          | 4.3%                   |
| 9      | Škoda      | Чешка        | 20,354          | 3.2%                   |
| 10     | Volkswagen | Немачка      | 19,614          | 3.1%                   |
| Остали | Остали     | Остали       | Остали          | 19.6%                  |

### Најбољи модели
| Rank | Model             | Brand      | Origin       | Sales  |
| ---- | ----------------- | ---------- | ------------ | ------ |
| 1    | Lada Granta       | Lada       | Русија       | 87,982 |
| 2    | Lada Vesta        | Lada       | Русија       | 32,790 |
| 3    | Kia Rio           | Kia        | Јужна Кореја | 23,909 |
| 4    | Lada Niva Travel  | Lada       | Русија       | 19,389 |
| 5    | Chery Tiggo 7 Pro | Chery      | Кина         | 19,292 |
| 6    | Hyundai Solaris   | Hyundai    | Јужна Кореја | 19,038 |
| 7    | Hyundai Creta     | Hyundai    | Јужна Кореја | 18,886 |
| 8    | Haval Jolion      | Haval      | Кина         | 17,447 |
| 9    | Lada Niva Legend  | Lada       | Русија       | 16,117 |
| 10   | Renault Duster    | Renault    | Француска    | 13,468 |
| 11   | Geely Coolray     | Geely      | Кина         | 12,999 |
| 12   | Lada Largus       | Lada       | Русија       | 12,575 |
| 13   | Volkswagen Polo   | Volkswagen | Немачка      | 11,760 |
| 14   | Renault Logan     | Renault    | Француска    | 10,297 |
| 15   | Toyota RAV4       | Toyota     | Јапан        | 10,001 |
| 16   | Skoda Rapid       | Škoda      | Чешка        | 9,881  |
| 17   | Kia Seltos        | Kia        | Јужна Кореја | 9,208  |
| 18   | Chery Tiggo 4     | Chery      | Кина         | 9,039  |
| 19   | Toyota Camry      | Toyota     | Јапан        | 7,805  |
| 20   | Mazda CX-5        | Mazda      | Јапан        | 7,804  |

### Најпродаванији модел по годинама
| - 2008: Lada 2105/2107 - 2009: Lada Priora - 2010: Lada 2105/2107 | - 2011: Lada Kalina - 2012: Lada Priora - 2013: Lada Granta - 2014: Lada Granta | - 2015: Lada Granta - 2016: Hyundai Solaris - 2017: Kia Rio - 2018: Lada Vesta |

## Фабрике

### Санкт Петербург и Лењинградска област
- Хјундаи: [78] Хјундаи Мотор Мануфакторинг Рус је основан 2010. године, произвео је преко 200.000 возила у 2016. години. [79] Од 2016. године, фабрика је друга по величини у Русији и запошљава 2.200 радника. [80]
- Нисан: [81] је започео производњу у јуну 2009, [82] произвео је 33.600 возила у 2015. години.[83]
- Тојота: [81] је произвела 39.000 возила у 2016. години. [84] Фабрика Тојота Мотор Мануфакторинг Русија (ТММР), површине 224 хектара у Шушарима, изграђена је 2005. године, а производња је покренута 21. децембра 2007. године. У 2007. години производила је 20.000 возила Тојота Камри са моторима од 2,4 и 3,5 литра годишње. [85]
- Џенерал моторс: [81] отворен у јулу 2008, затворен 2015. [86]
- Сканија АБ, фабрика камиона Сканија-Питер, основана 2002. године. Производи Сканију P, R, G.
- Фабрика камиона MAN Truck &amp; Bus, основана 2013. године.
- Форд Солерс у Всеволожску: [81] отворен 2002. године. [87] Била је то прва фабрика аутомобила у страном власништву основана у Русији. [88]
- Компанија Caterpillar Inc. у Тосну, основана 2000. године, производи круте киперске камионе.

### Калуга
- Фолксваген: [81] је започео производњу у новембру 2007. године, произвео је 110.000 аутомобила у 2016. години. [89] А 200 м² са пројектованим пуним годишњим капацитетом производње од 150.000 возила, достигнутим током 2010. године, са бројем запослених који ће порасти на 3.000. Сва произведена возила су у почетку била полурастављена (SKD), а пуна производња је планирана за почетак 2010. године. Опслужује га аеродром Грабцево, део Фолксваген групе Русија (ООО Фолксваген Рус).  [90]
- Пежо Ситроен Мицубиши Аутомотив: [81] отворен у априлу 2010, [91] произведено је 25.733 возила у 2015. години.[92]
- Фабрика камиона Волво Восток у Калуги, основана 2009. године. Производи Волво FH, Волво FMX, Волво FM, Рено Премиум, Рено Керакс.

### Приволшки федерални округ
- Нижњи Новгород - ГАЗ, [81] је произвео 41.691 возило у 2015. години. [93] Фабрика такође производи возила марке Фолксваген и Шкода захваљујући партнерству између Фолксваген Груп Рус и ГАЗ Групе. [94]
- Тољати
  - АвтоВАЗ, [81] произвео је 356.602 возила у 2015. [93]
  - ГМ-АвтоВАЗ, произвео 34.218 возила у 2015. [93]
- Ижевск: ИжАвто (Нисан), [81] произвео је 72.884 возила у 2015. години.[93]
- Набережни Челни: Соллерс - Набережни Челни, [81] произведено је 10.000 возила 2015. [93]
- Јелабуга: Форд Солерс, [81] је произвео 10.300 возила у 2015. години. [93]
- Набережније Челни: Фабрика камиона Камаз, такође производи камионе Мерцедес-Бенц у оквиру заједничког предузећа основаног 2010. године. [95] Производи Мерцедес-Бенз Акор, Мерцедес-Бенз Ацтрос, Мерцедес-Бенз Унимог.
- Сизран: Фабрика камиона JBC, основана 2014. године на производним погонима бивше фабрике РосЛада.  [96] Производи JBC SY1041, JBC SY1060.

### Москва и Московска област
- Есипово, Московска област: Фабрика Мерцедес-Бенца у изградњи.
- Химки: Фабрика Хино Моторс Русија, отворена 2017. године, почела је са производњом камиона 2019. године.
- Москва: Рено Русија, [81] произвела је 73.633 возила у 2015. години. [93]

### Остатак Русије
- Калињинград: Автотор (Киа, Хиундаи, БМВ), [81] произвео је 92.200 возила у 2015. [97]
- Владивосток: Солерс АД (Тојота, Мазда, Сангјонг, Исузу), [81] произвео је 31.823 возила у 2015. години. [93]
- Черкеск - Дервејс (Лифан, Џили, Грејт Вол Ховер, Чери), [81] је произвео 24.800 аутомобила у 2014. години. [98]
- Аргун: ЧеченАвто - произведено 6.700 аутомобила у 2016. години. [99]
- Јарослављ, компанија Komatsu Limited основана 2010. године, производи круте киперске камионе.
- Миас, фабрика камиона Ивеко (Ивеко АМТ, раније заједничко предузеће Ивеко- УралАЗ ) основана 1994. године. Производи Ивецо Траккер, Ивецо Стралис.
- Узловаја: Фабрика Грејт Вол Моторс у изградњи. [100]
- Липецк: Фабрика Лифан у изградњи.[101]

## Произвођачи аутомобилских мотора
- АвтоВАЗ, са седиштем у Тољатију, основан је 1966. године. Производи бензинске моторе за путничке аутомобиле под брендом Лада .
- Компанија Cummins Kama, са седиштем у Набережним Челнима, основана је 2006. године као заједничко предузеће компанија Cummins и Kamaz . Производи дизел моторе за камионе под брендом Камаз.
- Форд Солерс, фабрика мотора основана 2015. године. [102]
- Камаз, са седиштем у Набережним Челнима, основан 1969. Производи дизел моторе за тешке камионе и велике аутобусе под брендовима КАМАЗ, НефАЗ, а такође и за БТР-80 .
- Тутајевски моторни завод (ТМЗ), са седиштем у Тутајеву, основан 1969. године. Производи дизел моторе за тешке камионе под брендовима МЗКТ (МЗКТ-742910), БАЗ .
- Уљановски моторни завод (УМЗ), са седиштем у Уљановску и основан 1944. године, део је ГАЗ групе . Производи бензинске и бензинско-бензинске моторе за лака комерцијална возила и теренска возила под брендовима ГАЗ ( ГАЗ Газела, ГАЗ Собољ ) и УАЗ ( УАЗ-3151 војна изведба).
- Фолксваген Груп Рус, фабрика у Калуги која производи 1.6 MPI моторе. [103]
- Јарославска моторна фабрика (ЈаМЗ), са седиштем у Јарослављу и основана 1916. (као Аутомобилска фабрика), 1958. (прелазак на производњу мотора), део ГАЗ групе . Производи дизел моторе за камионе, мале аутобусе, велике аутобусе, оклопна возила, оклопне транспортере под маркама ПАЗ ( ПАЗ-3205, ПАЗ-4234 ), ЛиАЗ ( ЛиАЗ-5256 ), БТР-80, ГАЗ Тигр (АМЗ Тигр) , БАЗ , Крио, МАЗ модел са БелАЗ-7540-7547 до БелАЗ-7547), МоАЗ (МоАЗ-7505).
- Заволшки моторни завод (ЗМЗ), са седиштем у Заволжју и основан 1958. године, у власништву је УАЗ-а . Производи бензинске и дизел моторе за теренска возила, лака комерцијална возила и мале аутобусе под брендовима УАЗ, ПАЗ (ПАЗ-3203, ПАЗ-3204, ПАЗ-3205 ).
- ЗИЛ, са седиштем у Москви, основан 1916. године. Производи бензинске моторе за средње камионе под брендовима ЗиЛ (ЗиЛ-4331).

## Бензин
У Совјетском Савезу постојале су различите врсте аутомобилског бензина, које су имале следеће називе: А-56, А-66, А-70, А-72, А-74, А-76, АИ-93, АИ-95, такође познат као „Екстра“, и Б-70 (авионски бензин). Прво слово је означавало возило за које је бензин био намењен, број је означавао октан. Бензинци А-56 и А-66, А-70, а касније и А-72, били су намењени аутомобилима са моторима са равном главом произведеним 1930-их и 1960-их. Бензини А-74, касније А-76 и АИ-93 за аутомобиле са мотором са горњим распоредом вентила произведеним 1960-их и 1980-их. Бензин АИ-95 се углавном користио за стране аутомобиле или владине лимузине ЗИЛ и Чајка . Слово „И“ у ознакама АИ-93 и АИ-95 указивало је на то да је октански број израчунат истраживачком методом. Након распада Совјетског Савеза 1990-их, бензин А-76 је замењен са АИ-80, а АИ-93 са АИ-92. Почетком 1980-их, производња бензина А-66 је престала, а отприлике деценију касније и А-72.

## Галерија
- Москвич 400
- ЗИЛ-110
- УАЗ Патриот